# Матвиенко, Сергей Борисович
Серге́й Бори́сович Матвие́нко (род. 13 ноября 1983, Ухолово, Рязанская область, СССР) — российский комик, шоумен и видеоблогер. Участник шоу «Импровизаторы» на телеканале «СТС».

## Биография и карьера
Родился 13 ноября 1983 года в посёлке Ухолово (Рязанская область). Через полгода после его рождения семья переехала в Новокубанск (Краснодарский край), а затем в Армавир (тоже Краснодарский край).
После окончания школы поступил в Армавирский механико-технологический институт (филиал КубГТУ) на специальность инженера-электрика.
В университете основал и был участником студенческой команды КВН. Несколько раз был финалистом и чемпионом Армавирской открытой лиги КВН, а также чемпионом Высшей лиги.
С 2007 года стал принимать участие в различных проектах: в составе дуэта «Пластилин» — в проекте «Смех без правил» и программе «Убойная лига». После «Убойной лиги» участники дуэта стали резидентами «Comedy Club Санкт-Петербург».
В 2011 году с друзьями создал импровизационный театр «CraЗу». Со временем Театр импровизации «CraЗy» (с основным актёрским составом: Сергей Матвиенко — Арсений Попов — Антон Захарьин) становится одним из лучших импровизационных шоу в Санкт-Петербурге.
В 2012 году вместе с другим актёром «CraЗу» и будущим коллегой по шоу «Импровизация», Арсением Поповым, принял участие в шоу «Битва за эфир» на телеканале «Муз-ТВ». Оба дошли до финала шоу, но не стали победителями проекта. После «Битвы за эфир» Матвиенко и Попов появились в нескольких выпусках комедийной передачи «Точка Ю».
В 2013 году на региональном сборе резидентов «Comedy Club» креативный продюсер телеканала «ТНТ» Вячеслав Дусмухаметов пригласил Матвиенко вместе с остальными участниками театра «CraЗу» в Москву на обсуждение нового юмористического проекта. В результате переговоров группу «CraЗy» объединили с актёрами ещё одного импровизационного коллектива — воронежского театра «Спорный вопрос», в состав которого входили будущие коллеги Матвиенко по шоу «Импровизация» Антон Шастун и Дмитрий Позов, а также креативный продюсер шоу Станислав Шеминов.
Работа над форматом нового шоу и попытки сделать из театрального формата телевизионный заняли почти три года. После двух неудачных пилотных выпусков, ухода из состава коллектива Антона Захарьина и перехода ещё одного воронежского актёра, Андрея Андреева, в креативную команду проекта, сформировывается актёрский состав будущего шоу «Импровизация»: Дмитрий Позов, Сергей Матвиенко, Антон Шастун и Арсений Попов.
Участник шоу «Громкий вопрос», «Импровизация. Истории». Канал «Летс ду ит» перестал вести из-за низкой зрительской активности. Участник интернет-проектов «Кликлак», «ЧМ на диване».
В 2016 году Матвиенко вместе с актрисой Юлией Топольницкой вдохновились историей канадца Кайла Макдональда, который в 2005 году поменял обычную канцелярскую скрепку на дом, и запустили творческий проект — обмен скрепки на квартиру. В марте 2020 года они обменяли скрепку на двухэтажный дом. На YouTube-канале «Лэтс Дуит» Матвиенко и Топольницкая ведут шоу «Скрепка».

## Участие в шоу
| Год         | Название проекта | Статус                       | Платформа         |
| ----------- | --- | ---------------------------- | ----------------- |
| 2007 — 2008 | «Смех без правил» (3 сезон 3 выпуск; 4 сезон 3, 8 — 10 выпуски)                                                                  | участник; 2 место            | ТВ                |
| 2008 — 2009 | «Убойная лига» (29, 35, 41, 43, 59, 69 выпуски)                                                                                  | участник                     | ТВ                |
| 2009        | «Убойный вечер» | участник                     | ТВ                |
| 2012        | «Битва за эфир» (9 — 12, 21 — 28 выпуски)                                                                                        | участник                     | ТВ                |
| 2012        | «Точка Ю» | участник                     | ТВ                |
| 2016 — 2022 | «Импровизация» | участник                     | ТВ                |
| 2016 — 2017 | «Pozov Rec» | участник                     | YouTube           |
| 2016 — 2021 | «Comedy Club» (12 сезон 35 выпуск, 13 сезон 30 выпуск, 14 сезон 33 выпуск; новогодние выпуски «Karaoke Star», новогодний выпуск) | участник, приглашённый гость | ТВ                |
| 2017        | вечервечер S02E02 | приглашенный гость           | YouTube           |
| 2018        | «Жена. Матвиенко. Вопросы?» (6 выпуск)                                                                                           | приглашённый гость           | YouTube           |
| 2018        | «12 злобных зрителей» (22 выпуск)                                                                                                | приглашённый гость           | YouTube           |
| 2018 — 2020 | «Бар в большом городе» (4, 48 выпуски)                                                                                           | приглашённый гость           | YouTube           |
| 2019        | «Просто Тата 2.0 MTV» | приглашённый гость           | ТВ                |
| 2019        | «Макаёнка9» | приглашённый гость           | ТВ                |
| 2019        | «AGENTSHOW» | приглашённый гость           | YouTube           |
| 2019        | «Ночной контакт» | приглашённый гость           | YouTube           |
| 2019        | «Морозова ХЗ ШОУ» (24 выпуск) | приглашённый гость           | YouTube           |
| 2019        | «Пятница с Региной» | приглашённый гость           | YouTube           |
| 2019        | «Открытая студия с Сергеем Матвиенко»                                                                                            | приглашённый гость           | YouTube           |
| 2019 — н.в. | «ИМПРОВИЗАЦИЯ ВЛОГ» | участник                     | YouTube           |
| 2020        | «Плохие песни» (3, 58) | приглашённый гость           | YouTube           |
| 2020        | «Иван Иванов заходил вчера» (4 выпуск)                                                                                           | приглашённый гость           | YouTube           |
| 2020        | «#нажопу» | приглашённый гость           | YouTube           |
| 2020        | "Сергей Матвиенко. Проект «Скрепка на квартиру»                                                                                  | приглашённый гость           | YouTube           |
| 2020        | «Беременна в 16 2 сезон \| 3 выпуск: Сергей Матвиенко, Игорь Чехов»; «2 сезон \| 8 выпуск»                                       | приглашённый гость           | YouTube           |
| 2020        | «Шутки на заказ» | приглашённый гость           | YouTube           |
| 2020        | «Камень Ножницы Бумага» | ведущий                      | YouTube           |
| 2020        | «Битва дизайнеров» (5 выпуск) | приглашённый гость           | ТВ                |
| 2020        | «Унылые игры» | ведущий                      | Instagram         |
| 2020        | «Унылый концерт с армяном» | ведущий                      | Instagram         |
| 2020 — н.в. | «Скрепка» | ведущий                      | YouTube           |
| 2020—2022   | «Импровизация. Команды» | член жюри                    | ТВ                |
| 2020        | «ТНТ против коронавируса» | участник                     | ТВ                |
| 2020        | «Секрет» (1 сезон 3 выпуск) | участник                     | ТВ                |
| 2021        | «Двое на миллион» (2 сезон 3 выпуск)                                                                                             | приглашённый гость           | ТВ                |
| 2021        | «Музыкальная интуиция» (1 сезон 11 выпуск)                                                                                       | приглашённый гость           | ТВ                |
| 2021 — н.в. | «Импровизация. Истории» («Шоу Истории»)                                                                                          | участник                     | YouTube, VK Видео |
| 2021 — н.в. | «Громкий вопрос» | участник                     | YouTube, VK Видео |
| 2022        | «Музыкальная интуиция» (2 сезон 5 выпуск)                                                                                        | приглашённый гость           | ТВ                |
| 2022        | КАЖЕТСЯ, НАЩУПАЛ: КЛИККЛАК VS. ИМПРОВИЗАЦИЯ                                                                                      | приглашенный гость           | YouTube           |
| 2022-2023   | «Контакты» (новогодний выпуск, 100 выпуск)                                                                                       | приглашенный гость           | YouTube, VK       |
| 2023        | СЕРГЕЙ МАТВИЕНКО. С#кс, тачки, конец света.                                                                                      | приглашенный гость           | YouTube,          |
| 2023 — 2025 | «Импровизаторы» | участник                     | ТВ, YouTube       |
| 2023        | «Улица» (6 выпуск) | участник                     | YouTube           |
| 2023        | Подкаст выбор (2 выпуск) | приглашенный гость           | Дзен видео        |
| 2023        | Стыдно знать (7 выпуск) | приглашенный гость           | Дзен видео        |
| 2023        | «Roast Battle» (#32) | приглашенный гость           | VK Видео          |
| 2023        | «Тейбл-тайм» | участник, победитель         | VK Видео          |
| 2023        | «Чё делаем? Куда идём?» | участник                     | VK Видео          |
| 2023        | «Тейбл-тайм 2» | участник                     | VK Видео          |
| 2023        | «Большое Шоу» (4 сезон) | участник, победитель         | VK Видео          |
| 2023        | «Джем» | участник                     | VK Видео          |
| 2024        | «Тейбл-тайм 3» | участник, победитель         | VK Видео          |
| 2024        | «Натальная карта» | приглашенный гость           | VK Видео          |
| 2024        | «Тейбл-тайм 4» | участник                     | VK Видео          |
| 2025        | «Тейбл-тайм 5» | участник                     | VK Видео          |